# Neoeme bouvieri
Neoeme bouvieri är en skalbaggsart som beskrevs av Pierre Émile Gounelle 1909. Neoeme bouvieri ingår i släktet Neoeme och familjen långhorningar. Inga underarter finns listade i Catalogue of Life.